# キャロットハウス
有限会社キャロットハウス（CARROT HOUSE）は東京都中野区に本社を置く日本の芸能事務所。代表は藤司がつとめる。主に声優・ナレーターのマネージメントを行っている。

## 概要
レンタルスタジオの会社として1984年に設立。1986年には録音スタジオも開設した。
2003年より、声優・タレントの育成、マネージメントの開始した。
2005年からは「キャロットハウス音楽出版」を設立し、2007年に自社レーベル「Peachy Life Record」設立。
かつては千代田区一ツ橋にてライヴレストラン「KIZAN」を運営していた。

## 所属タレント
2025年2月時点。

### 男性
- 綱川博之
- 藤澤雄生
- 吉村和紘

#### 預かり
- 小長谷牧
- 佐藤勝巨
- 西松和彦

### 女性
| あ行 - 藍川千尋 - 赤堀可乃子 - 飯田奈保美 - 石上美帆 か行 - 木村優子 | さ行 - 篠宮沙弥 た行 - 高橋あみか は行 - はらなるみ - ふじたれいこ |

#### 預かり
- KITARO
- 木村里見

## 提携アーティスト
「キャロットハウス音楽出版」での提携アーティスト。
- 田代美代子
- 藤谷桃

## かつて所属していた主なタレント

### 男性
- 一ノ渡宏昭（現所属：プロダクション・エース）
- 幸地真作
- 大河望（株式会社Adroaig）
- 野宮一範（現所属：レオパード・スティール）
- 前田賢一朗（フリー）
- 村上和也（引退）

### 女性
| あ行 - 池崎リョウ - 磯村知美（現所属：マック・ミック） - 大川千帆（営業委託：アールグルッペ） か行 - 神梛めい（現所属：スタイルキューブ） - 川淵由香里 た行 - 寺依沙織（フリー） | は行 - 藤咲かおり（フリー） - 古俣麻弥（現所属：ラディウス） - 東丘いずひ ま行 - 村椿玲子 |